# Кочала (гміна)
Гміна Кочала (пол. Gmina Koczała) — сільська гміна у північній Польщі. Належить до Члуховського повіту Поморського воєводства.
Станом на 31 грудня 2011 у гміні проживало 3521 особа.

## Територія
Згідно з даними за 2007 рік площа гміни становила 222.41 км², у тому числі:
- орні землі: 26.00%
- ліси: 67.00%

Таким чином, площа гміни становить 14.13% площі повіту.

## Населення
Станом на 31 грудня 2011:
| Опис     | Загалом | Загалом | Чоловіки | Чоловіки | Жінки | Жінки |
| -------- | ------- | ------- | -------- | -------- | ----- | ----- |
| одиниця  | осіб    | %       | осіб     | %        | осіб  | %     |
| все      | 3521    | 100     | 1752     | 49.76    | 1769  | 50.24 |
| міське   | 0       | 100     | 0        |          | 0     |       |
| сільське | 3521    | 100     | 1752     | 49.76    | 1769  | 50.24 |

## Сусідні гміни
Гміна Кочала межує з такими гмінами: Білий Бур, Жечениця, Ліпниця, Мястко, Пшехлево.